# Psychotria leucopoda
Psychotria leucopoda är en måreväxtart som beskrevs av Ernest Marie Antoine Petit. Psychotria leucopoda ingår i släktet Psychotria och familjen måreväxter. Inga underarter finns listade i Catalogue of Life.